# فرانسيس جيمس
فرانسيس جيمس هي مغنية ومغنية أوبرا كندية، ولدت في 3 فبراير 1903 في سانت جون في كندا، وتوفيت في 22 أغسطس 1988 في فيكتوريا في كندا.

## وصلات خارجية
- فرانسيس جيمس على موقع ميوزك برينز (الإنجليزية)